# La tía Núñez

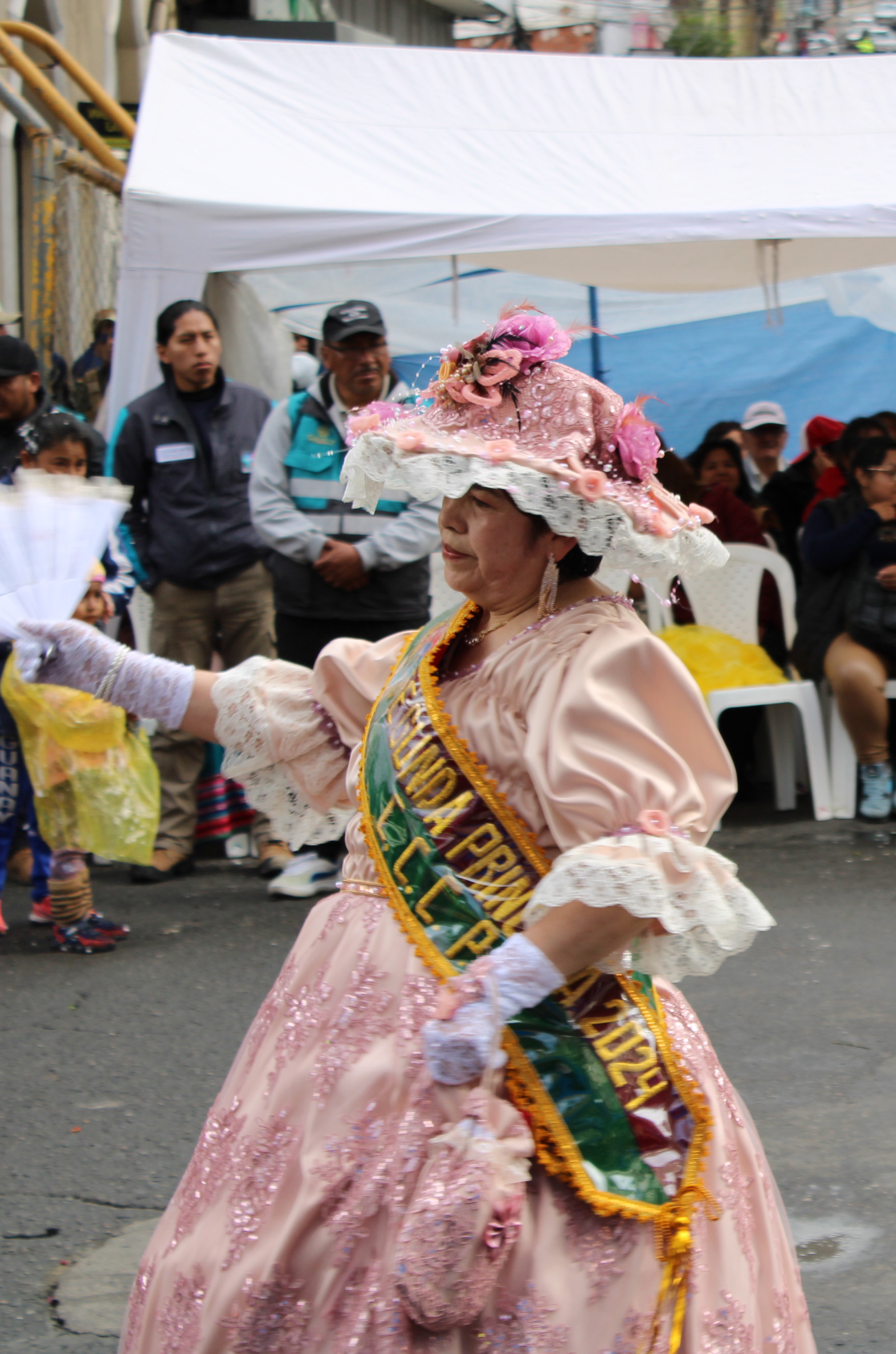
Mujer disfrazada de Tía Núñez en el Jisk'a Anata

La Tía Núñez es un personaje tradicional del Carnaval de la ciudad de La Paz, en Bolivia.

## Historia
El personaje de la Tía Núñez está inspirado en una mujer que deambulaba por las calles de la ciudad de La Paz con un atuendo extravagante: medias de colores, ojos pintados y joyas llamativas. Además, se acercaba a los hombres en la calle para abrazarlos y besarlos. 
Esta mujer, cuyo nombre era Adriana Núñez del Prado Taborga, tocaba el piano, era modista y tenía el sueño de casarse, pero fue plantada en el altar, motivo por el cual perdió la cordura. Según algunas fuentes su prometido se fue a la guerra del Chaco y nunca volvió; según otras, se enamoró de otra joven y rompió su relación con Adriana.
La tía Núñez fue tía de la famosa escultora boliviana Marina Núñez del Prado.El compositor Luis Rico tiene una obra denominada "La Tía Núñez".
Para los miembros de la Asociación Paceña de Diseñadores de Moda, la tía Núñez era en realidad una costurera con un gusto provocativo por la moda y el maquillaje, el cual incomodaba a las personas de su tiempo.

## Figura en el Carnaval
Durante el Carnaval en la ciudad de La Paz es común ver comparsas, sobre todo estudiantinas, con bailarinas que se disfrazan de la Tía Núñez, emulando su vistosa vestimenta.